# Distrikt Kabwe
Distrikt Kabwe je jeden ze šesti distriktů v Centrální provincii v Zambii. Hlavním městem je Kabwe. V roce 2010 v distriktu Kabwe žilo 202 360 obyvatel na ploše 1 572 km².

## Sousední distrikty
| Růžice kompasu |                   | Distrikt Kapiri Mposhi |  | Růžice kompasu |
| Růžice kompasu | Sever             |                        |  | Růžice kompasu |
| Růžice kompasu | Distrikt Kabwe    |                        |  | Růžice kompasu |
| Růžice kompasu | Jih               |                        |  | Růžice kompasu |
| Růžice kompasu | Distrikt Chibombo |                        |  | Růžice kompasu |